# 明日をつくろう
「明日をつくろう」（あしたをつくろう）は、テレビ東京系『おはスタ』の2020年度出演者によるユニット・『おはスタALL STARS』の楽曲。2020年8月3日に先行配信され、同年9月23日にソニー・ミュージックアソシエイテッドレコーズからCDシングルとして発売された。

## 解説
2020年、新型コロナウイルス感染拡大の影響で、運動会や音楽会などの行事中止や、友達同士で集まって遊ぶことができない、臨時休校や分散登校といった子供たちの生活様式が変わる中で、番組内で全国の子供たちに少しでも元気を届けられるよう、同年4月からリモート参加型企画第1弾として、「みんなで踊ろう！おはダンス!～朝からみんなを元気にする魔法の言葉 チュワパネ～」が実施された。この企画には4,000件を超える応募があり、同年6月26日まで続いた。
同年6月29日からリモート参加型企画第2弾として、本曲を課題曲にした大合唱プロジェクトを敢行。これに併せて番組MCの花江夏樹、アイクぬわら（超新塾）、番組マスコットのおはガールfrom Girls2と各曜日のレギュラー出演者、番組初代MCの山寺宏一によるユニット『おはスタALL STARS』を結成した。また、山寺の呼びかけで過去におはガールを務めたメンバーや番組に所縁のある出演者にも参加を募り、それに応じる形で山寺と1997年10月の番組開始からともにMCを務めたレイモンド・ジョンソン、元おはガールのベッキー、平井理央、末永遥、井上玲音、生田衣梨奈、前田希美、長野せりな、松岡茉優、岡本夏美、平祐奈、吉川日菜子、岡田愛、船木結、雅城くるみ、奥森皐月、未来、兼次桜菜、 渡辺優奈、「怪人ゾナー」として人気を集めた森久保祥太郎、「OHA団長そうま」の斉藤壮馬、中川大志、花江とともに2代目MCを務めた小野友樹らが参加した。
もともとこの曲は、コロナ禍をきっかけに企画したものではなく、「新しい番組オリジナルソングを作ろう」と以前からソニー・ミュージックと動いていたものだった。当初はレギュラー出演者による合唱で披露する予定だったが、その矢先のコロナ禍で出演者が一堂に会することも難しい状況になり、番組そのものもリモート放送を余儀なくされたことからリモートでの合唱企画になったという。
企画の開始後から多数の視聴者から歌やダンス動画が寄せられ、メンバーとのコラボレーションが連日放送され、反響を呼ぶ中、CD発売が決定。さらに、花江のソロ・バージョンも追加収録された。
2020年10月2日に花江が番組を卒業。当日の生放送で花江とぬわら、金曜日のレギュラー出演者に加え、初代MCの山寺とリモートで参加した視聴者代表の子供たちとともに本曲を合唱した。

## 「おはスタALL STARS」メンバー

### レコーディング参加者
- すべてレギュラー出演者（肩書は2020年8月当時）。☆印はコーナー出演者。

- はなちゃん（花江夏樹）（番組2代目メインMC）
- ぬわら（アイクぬわら<超新塾>）（番組MC）
- おはガールfrom Girls2
  - 小川桜花（月曜日担当）
  - 原田都愛（月曜日担当）
  - 増田來亜（火曜日担当）
  - 山口綺羅（火曜日担当）
  - 鶴屋美咲（水曜日担当）
  - 小田柚葉（木曜日担当）
  - 石井蘭（木曜日担当）
  - 隅谷百花（金曜日担当）
  - 菱田未渚美（金曜日担当）
- ネオサイボーグ イワーイ（岩井勇気<ハライチ>）（月曜日レギュラー）
- スバにぃ（木村昴）（月曜日レギュラー[注 25]）
- Masuo（火曜日レギュラー）
- ミキ（亜生、昴生）（水曜日レギュラー）
- イノサク（井上咲楽[注 26]）（水曜日レギュラー）
- チョコレートプラネット（長田庄平、松尾駿）（水曜日レギュラー）☆
- 立花ファイヤ（池田直人<レインボー>）（木曜日レギュラー）
- カミナリ（竹内まなぶ、石田たくみ）（木曜日レギュラー）
- まじめくん（あばれる君）（木曜日レギュラー）☆
- 山本部長（山本博<ロバート>）（金曜日レギュラー）
- サンシャイン池崎（金曜日レギュラー）
- ひらめき王子松丸くん（松丸亮吾）（不定期出演[注 27]）☆

### VTR出演者
- 参加者の日付は出演日。◎印はレギュラー出演者。☆印はコーナー出演者。音源は番組限定であるため、CDと配信には収録されていない。

- やまちゃん（山寺宏一）（番組初代メインMC） - 7月30日（レコーディングにも参加しており、7月31日以降は連日歌声が流されている）
- ベッキー（元おはガール） - 7月31日
- 平井理央（元おはガール） - 8月24日
- 鉄拳、三四郎（小宮浩信、相田周二） 、白井鉄也[注 28]（チーモンチョーチュウ）、向井慧（パンサー[注 29]）、ひょっこりはん 、野性爆弾（くっきー!、ロッシー）、永井佑一郎、あべこうじ - 8月25日
- 小池里奈（「おはスタ645」甘栗ちゃん役） - 8月26日
- 三好杏依、井東紗椰（元おはガールふわわ[注 30]） - 8月27日
- レイモンド・ジョンソン（番組初代メインMC）  - 8月28日
- 森久保祥太郎（怪人ゾナー） - 8月31日
- 中川大志  - 9月1日
- プリンスあきら（高野洸[注 31]） - 9月2日
- 久住小春（元モーニング娘。（現在のモーニング娘。20）。「きらりん☆レボリューション」の月島きらり役[注 32]）、井出卓也「きらりん☆レボリューション」のSHIPSメンバー・風真宙人役） - 9月3日
- 末永遥（元おはガールシトラス）、小川真奈（「極上!!めちゃモテ委員長」の主人公、北神未海役） - 9月4日
- 井上玲音、中野あいみ[注 33]、白本彩奈[注 34]（元おはガール2015年度） - 9月7日
- 山上兄弟（山上佳之介、山上暁之進） - 9月8日
- デュエマ応援団長ダイキ（有本大貴）、デュエ・プリンス ノエル（ノエル）- 9月9日
- まあたそ（「ゾゾゾ ゾンビーくん」宣伝大使およびコーナーアニメではマドーナ役で出演）、デュエマ番長 シュンスケ（颯駿介）、デュエマ生徒会長 チアリ（鈴木智有）（木曜日◎☆）、コロコロ3人衆（コロコロカーくん、未来富豪ちゅーやん、コロコロ原人おやびん[注 35]） - 9月10日[注 36]
- おのちゃん（小野友樹）（番組2代目メインMC）、3時のヒロイン（福田麻貴・かなで・ゆめっち）（金曜日[注 37]◎☆）  - 9月11日[注 38]
- イマクニ?（ポケモン関連コーナーに出演） - 9月14日
- 星河舞[注 39]（元おはガール[注 40]）、井之上史織、生田衣梨奈（元おはガールメープル[注 41]） - 9月15日
- 山田花子、スギちゃん、ジャングルポケット（斉藤慎二[注 42]、おたけ、太田博久）、小島よしお、庄司智春（品川庄司[注 43]）、竹若元博（バッファロー吾郎[注 44]）、月亭方正[注 45]、ガレッジセール（ゴリ、川田広樹）、ダンディ坂野、八木真澄（サバンナ[注 46]）、植野行雄（デニス[注 47]） - 9月16日
- 前田希美、長野せりな（元おはガール2007年度[注 48]）、福澤希空（2019年度木曜日レギュラー） - 9月17日
- BOYS AND MEN（本田剛文、辻本達規、田村侑久、水野勝[注 49]、小林豊[注 50]、勇翔、平松賢人、土田拓海、吉原雅斗、本田と辻本は2018年9月から2020年3月まで金曜日準レギュラー） - 9月18日
- 馬場園梓（アジアン）、NON STYLE（石田明、井上裕介）、エハラマサヒロ、プラス・マイナス（岩橋良昌、兼光タカシ）[注 51]、COWCOW（多田健二、善し）、もう中学生、トレンディエンジェル（斎藤司、たかし）、しずる（池田一真、村上純）、すゑひろがりず （三島達矢、南條庄助）、出雲阿国、ネゴシックス、齋藤里咲[注 52]（ちゃおガール） - 9月21日[注 53]
- 間寛平、安田大サーカス（団長安田、HIRO、クロちゃん）、大西ライオン、ロバート（秋山竜次、馬場裕之、山本博[注 54]）、原西孝幸（FUJIWARA）、TETSUYA[注 55]（EXILE、EXILE THE SECOND） - 9月22日
- 松岡茉優、伊藤梨沙子、疋田英美（元おはガール2008 - 2009年度）、南海キャンディーズ（山里亮太[注 56]、山崎静代） - 9月23日[注 57]
- OHA団長・そうま（斉藤壮馬）、ホセピン（帆世雄一）、西代洋（ミサイルマン）、大谷ジュンヤ（和田まんじゅう<ネルソンズ>） - 9月24日
- 岡本夏美、平祐奈、吉川日菜子（元おはガールちゅ!ちゅ!ちゅ![注 58]） - 9月25日
- 唯月ふうか（2016年度はなりきりおハンター ふうか→唯月記者、2017年4月から半年間はふうちゃんとして出演）、新津ちせ[注 59]（祝日おはキッズとして出演） - 9月28日
- 岡田愛、船木結、雅城くるみ、奥森皐月（元おはガール2017年後半 - 2018年度[注 60]） - 9月29日
- 未来、兼次桜菜、渡辺優奈（元おはガール2016年度 - 2017年度前半[注 61]）、木内舞留 - 9月30日
- 古川未鈴[注 62]（でんぱ組inc.[注 63][注 64]）、やまちゃん（山寺宏一）、ベッキー、中川大志、松岡茉優、岡本夏美、平祐奈、吉川日菜子、斉藤壮馬、南海キャンディーズ（山里亮太、山崎静代）、ロバート（秋山竜次、山本博、馬場裕之）、小池里奈、レイモンド・ジョンソン、平井理央、森久保祥太郎、ガレッジセール（ゴリ、川田広樹） - 10月1日

## 収録曲
| 全作詞: 鈴木まなか、全作曲・編曲: Hiroki Sagawa,鈴木まなか。 |                                                                          |            |                           |      |
| #                                                            | タイトル                                                                 | 作詞       | 作曲・編曲                | 時間 |
| 1.                                                           | 「明日をつくろう -オリジナルフルver.-」(テレビ東京系 『おはスタ』挿入歌) | 鈴木まなか | Hiroki Sagawa ,鈴木まなか | 4:17 |
| 2.                                                           | 「明日をつくろう -オリジナルフルver.-（カラオケ）」                      | 鈴木まなか | Hiroki Sagawa ,鈴木まなか | 4:17 |
| 3.                                                           | 「明日をつくろう -月曜日レギュラーver.-」                                | 鈴木まなか | Hiroki Sagawa ,鈴木まなか | 2:18 |
| 4.                                                           | 「明日をつくろう -火曜日レギュラーver.-」                                | 鈴木まなか | Hiroki Sagawa ,鈴木まなか | 2:18 |
| 5.                                                           | 「明日をつくろう -水曜日レギュラーver.-」                                | 鈴木まなか | Hiroki Sagawa ,鈴木まなか | 2:18 |
| 6.                                                           | 「明日をつくろう -木曜日レギュラーver.-」                                | 鈴木まなか | Hiroki Sagawa ,鈴木まなか | 2:18 |
| 7.                                                           | 「明日をつくろう -金曜日レギュラーver.-」                                | 鈴木まなか | Hiroki Sagawa ,鈴木まなか | 2:18 |
| 8.                                                           | 「明日をつくろう -花江夏樹ソロver.-」                                    | 鈴木まなか | Hiroki Sagawa ,鈴木まなか | 2:16 |
| 合計時間:                                                    | 合計時間:                                                                | 22:20      |                           |      |

## クレジット・スタッフ
- 楽器アレンジ、演奏、プログラミング:Hiroki Sagawa（Relic Lyric inc）
- ボーカルディレクター:二宮英樹（Mercer Street Music inc.）
- ボーカル録音エンジニア:公文英輔（Sony Music Studios Tokyo）、神原駿
- ミックスダウン・エンジニア:公文英輔（Sony Music Studios Tokyo）
- スタジオ:Sony Music Studios Tokyo、LDH STUDIO、ABS recording、TV TOKYO
- マスタリング:酒井秀和（Sony Music Studios Tokyo）
- アートディレクション&デザイン:石井靖、岡田惇（Viracoocha inc.）
- フォトグラファー:岡本明洋（FREE SECTION）
- プロダクションコーディネーション:田中友（Sony Music Solutions inc.）
- スペシャルサンクス:おはスタファミリー&スタッフ